# 2016. szeptemberi Urum al-Kubra-i támadás
2016. szeptember 19-én egy késő esti akcióban lerombolták az ENSZ és a Szíriai Arab Vörös Félhold egyik segélykonvoját az Aleppó kormányzóságban, Aleppótól 15 km-re nyugatra fekvő, a felkelők ellenőrzése alatt álló Urum-al-Kubrában lévő raktára közelében. A szír felkelők, az USA vezette koalíció és ezek médiája a szír kormányt, nemsokára pedig rajta kívül az orosz kormányt hibáztatta a támadásért. Az orosz és a szír kormány, az általuk felügyelt média és szövetségeseik az Aleppóban és környékén tevékenykedő terroristákat vádolták, valamint hozzátették, hogy az USA és szövetségesei arra használhatják fel a támadást, hogy eltereljék a figyelmet a 2016. szeptemberi Dajr ez-Zaur-i légitámadásról. Az összes fél elutasította a többiek vádjait. A vádaskodás végén az USA vezette koalíció háborús bűnökkel vádolta meg Oroszország és Szíria kormányát, ezen felül elhidegült a diplomáciai viszony Oroszország és az USA vezette koalíció államai között.

## Előzmények
Ekkoriban Dajr ez-Zaur körzete azon kevés körzetek közé tartozott, melyek Szíria keleti részén még mindig a szír kormány erődítményeinek számítottak. 2016. szeptember 17-én az USA vezette koalíció szír csapatokat bombázott, melyben 90-106 katona meghalt a Szíriai Arab Hadsereg kötelékéből, valamint további 110 katona megsebesült. A támadás hatására „diplomáciai futótűz” alakult ki, és Oroszország a történtek hatására összehívatta az ENSZ BT rendkívüli ülését. Napokkal később, szeptember 19-én a szír kormány damaszkuszi idő szerint 19:00-s kezdettel tűzszünetet hirdetett, indokként pedig az USA vezette koalíció Dajr ez-Zaur-i bombázását említette meg. Aznap röviddel később 19:12 – 19:50 körüli időponttól vagy 20 óra környékén, megtámadták a segélyszállítmányt.

## Események

### Indulás és érkezés
A New York Times szerint a Vörös Félhold 31 teherautóból álló konvoja délelőtt 10:50-kor indult a szír kormány által ellenőrzött területről, és bár „a konvojon szemmel láthatóan ott voltak az Egyesült Nemzetek Szervezete és a Vörös Félhold logói,” az előírások ellenére, „mivel a szír kormány korlátozta őket”, ezeket nem kísérték az ENSZ emberei. Ez az egy, az ENSZ által jóváhagyott, és a Szíriai Vörös Félhold által biztosított személyzettel közlekedő különítmény az, melyre többféleképpen is hivatkoztak: ez volt az ENSZ konvoja, a Vörös Félhold konvoja, valamint az ENSZ és a Vörös Félhold konvoja is. A New York Times jelentése szerint a segélykonvojnál dolgozó segítő munkatársak a Szíriai Arab Félhold tagjai voltak, mely „a felkelők kezén lévő területeken önszabályozó egységekből áll”, míg a „kormány kezén lévő területeken az állam ellenőrzése alatt áll.” Egy órával az indulás után a csoport elérte a szír kormány kezén lévő „Haláltér” körforgalmat (melyet évekkel korábban egy autóbaleset emlékére neveztek el így), az utolsó, a kormány kezén lévő ellenőrző pontot, mielőtt beértek volna a felkelők területére. Itt a Vörös Félhold aleppói munkatársai átadták a helyüket a Vörös Félhold Urum al-Kubra-i önkénteseinek.

### A támadás
A támadás 19:12–19:50 között, vagy nagyjából 20 óra körül kezdődött, és körülbelül aznap éjfélig tartott. A Vörös Kereszt Nemzetközi  Tanácsának jelentése szerint 20 polgári lakos meghalt, 18–31 járművet pedig megsemmisítettek.

## Reakciók
- ENSZ: Az Egyesült Nemzetek Szervezete elítélte a támadást. Bár kezdetben légitámadásként jellemezték a támadást, később ezt visszavonták, és már csak támadásként hivatkoztak rá.[6]
- Amerikai Egyesült Államok: Az USA és koalíciós partnerei az orosz és szír kormányokat azzal vádolták, hogy ők követték el a támadást. Ezt az érintett felek visszautasították, és (bár nem hivatalos úton) háborús bűnökkel vádolták meg a résztvevőket. John Kerry erre az összetűzésre hivatkozva félbeszakította az Oroszországgal folytatott tűzszüneti tárgyalásokat. A szír felkelők és a koalíciós országokban székhellyel rendelkező médiaszolgáltatók a koalíció álláspontját támogatták.
- Oroszország és  Szíria: A szír és orosz kormányok visszautasították a vádakat, és az Aleppóban működő terrorszervezetekre terelték a gyanút. Az oroszok ezen kívül az USA-t azzal vádolta, hogy jól tudta, Oroszországnak nem tetszik ez a lépés, és ezzel az amerikaiak csak el akarták terelni a figyelmet a Dajr ez-Zaurban történtekről. A szír és orosz médiaszolgáltatók és sok szövetségesük legtöbb csatornája az utóbbi álláspontot hangoztatta.

## Külső hivatkozások
- Russian reconnaissance drone monitoring Syrian ceasefire (Streamed live) of Convoy